# Zoborožec mindorský
Zoborožec mindorský (Penelopides mindorensis) je druh málo známého ohroženého zoborožce, který se endemicky vyskytuje pouze na filipínském ostrově Mindoro.  

## Systematika
Zoborožce mindorského formálně popsal v roce 1890 americký ornitolog Joseph Beal Steere. Druhové jméno mindorensis odkazuje k ostrovu Mindoro, čili znamená „mindorský“. Druh se řadí do rodu Penelopides; jedná se o monotypický taxon. Sesterským taxonem zoborožce mindorského (tzn. nejbližším příbuzným) je zoborožec luzonský (Penelopides manillae).

## Výskyt
Jak už druhový název napovídá, zoborožec mindorský je endemický Mindoru, což je sedmý největší ostrov Filipín. Kdysi se vyskytoval i na ostrově Ylin. Obývá původní pralesní porosty, lesní okraje i sekundární lesy. Občas se vyskytuje i na osamocených vzrostlých kvetoucích stromech plantáží. Obývá hlavně nížinaté pralesy, výjimečně vystoupá do 1000 m n. m.

## Popis

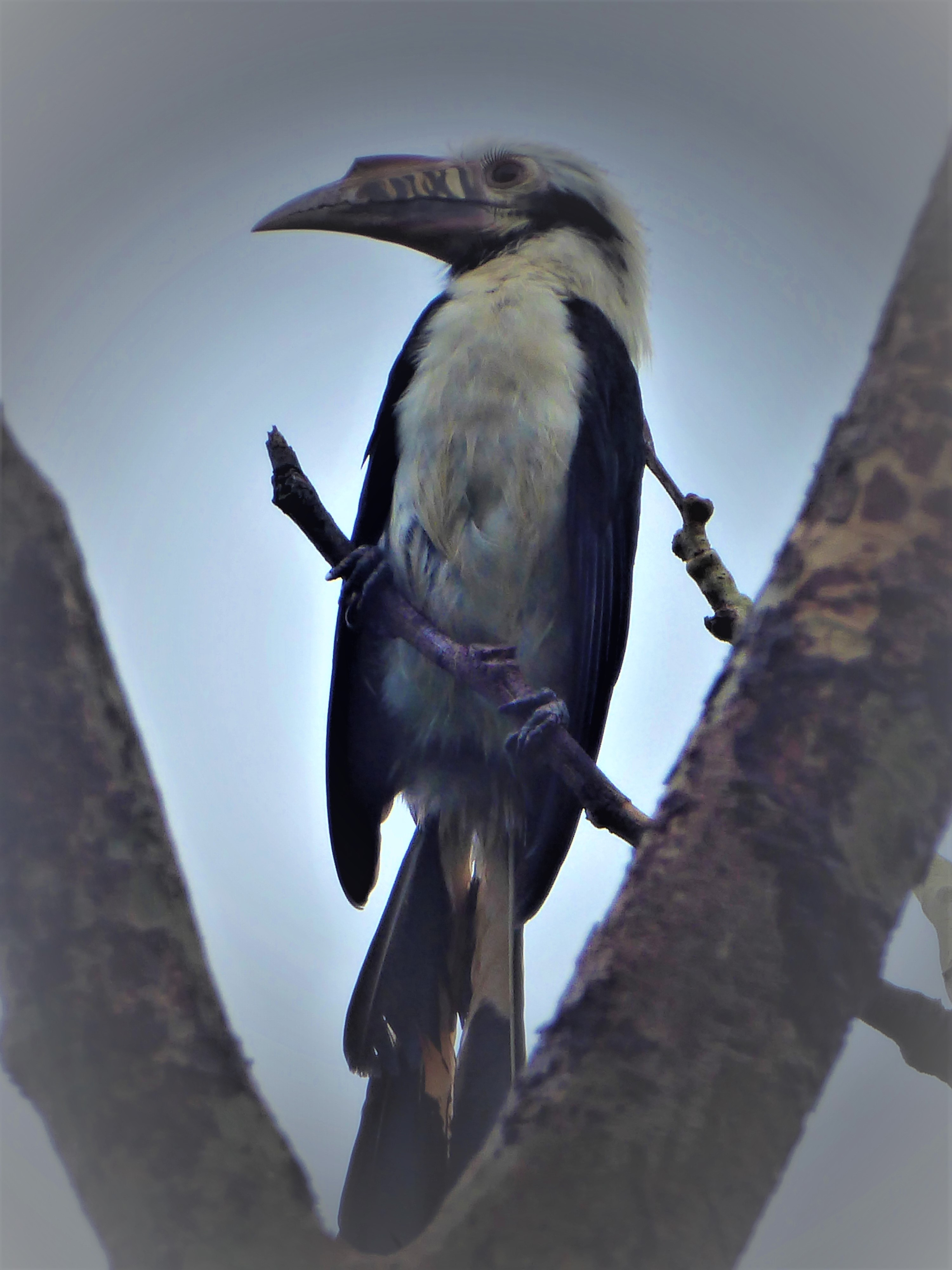
Zoborožec mindorský

Jedná se o menší druh zoborožce dosahující délky těla kolem 45 cm. Na první pohled patrný silný zobák je u samce dlouhý 92–10 mm, u samice 84–93 mm. Samec má hlavu, krk a spodinu nažloutle bílou. Hrdlo a oblast ušních otvorů jsou černé. Svrchní část těla včetně křídel jsou černé. Ocas je cihlově načervenalý s širokým černým pruhem na konci. Mohutný zobák je černý se žlutým konečkem a žlutými pruhy přes horní čelist, na které je posazená nízká přilbice, která zasahuje zhruba do poloviny délky zobáku. Oblast kolem očí a na hrdle je neopeřená a prosvítá tak tělově zbarvená kůže. Duhovky samce jsou červenohnědé, nohy tmavě hnědé. Samice je oproti samci menší, s menší přilbicí, světle hnědýma duhovkama a tmavě modrou kůží kolem očí.

## Biologie
Živí se ovocem (převážně fíky), snad i velkým hmyzem. Jedná se stálý (nemigrující) teritoriální druh. Vyskytuje se v páru, občas i v malých skupinkách do 20 jedinců. O hnízdění se neví prakticky nic, snad hnízdí na stromech rodu Dipterocarpus.

## Ohrožení a početnost
Mezinárodní svaz ochrany přírody (IUCN) považuje zoborožce mindorského za ohrožený druh. Hlavní hrozbu druhu představuje ztráta, přeměna a fragmentace nížinatých lesů, hlavního habitatu druhu. Sestupný populační trend je umocněn neutuchajícím tlakem lovců. Ještě v roce 1909 byl druhu popisován jako mimořádně hojný a v 70. letech 20. století byl na ostrově Midoro stále docela běžný. Současná početnost druhu je však velmi nízká, odhaduje se na pouhých 250–999 dospělých jedinců, což odpovídá asi 350–1500 jedincům.